# Dobra država
Dobra država (kratica DD) je bila slovenska zunajparlamentarna politična stranka, ki jo je 18. novembra 2017 s somišljeniki ustanovil Bojan Dobovšek. Dobovšek je bil na ustanovnem kongresu izvoljen tudi za predsednika stranke.
3. februarja je Dobovšek odstopil z mesta predsednika stranke zaradi razhajanja mnenj. Vsi člani izvršnega sveta so namreč zagovarjali predvolilno povezovanje s podobnimi strankami, on pa je temu nasprotoval. Dejal je, da bi stranka s predvolilnim povezovanjem in nastopom na skupni listi izgubila svojo indentiteto. Na sledečem izrednem kongresu je bil za predsednika izvoljen Smiljan Mekicar. Ob tem je dejal, da je bila namera o povezovanju prisotna ves čas.
Ena izmed osrednjih točk programa stranke je bil boj proti korupciji.
Po skupnem nastopu na volitvah v evropski parlament 2024 se je stranka 2025 spojila z Demokratično stranko upokojencev Slovenije (DeSUS) v novo stranko SG – Stranka generacij. Ustanovni kongres je potekal 17. maja, dotedanji predsednik Dobre države Smiljan Mekicar je bil izvoljen za njenega podpredsednika.

## Organi stranke
- Predsednik: Smiljan Mekicar
- Podpredsedniki: Natalija Tripković, Silvester Lipošek, Adrijana Krajnc Vasović
- Generalni sekretar: Gregor Vovk Petrovski

## Rezultati volitev

### Državnozborske volitve
| Volitve | Št. glasov | %    | +/–        | Sedeži | +/–        | Mesto | Vlada |
| ------- | ---------- | ---- | ---------- | ------ | ---------- | ----- | ----- |
| 2018    | 13.540     | 1,52 | Stagnacija | 0 / 90 | Stagnacija | 12.   | –     |
| 2022    | 19.919     | 1,70 | 0,18       | 0 / 90 | Stagnacija | 11.a  | –     |

^a  Stranka se je na volitve podala na skupni listi s stranko Naša prihodnost, ki jo vodi Ivan Gale.

### Evropske volitve
| Volitve | Št. glasov | %    | +/–        | Sedeži | +/–        | Mesto |
| ------- | ---------- | ---- | ---------- | ------ | ---------- | ----- |
| 2019    | 2.544      | 0,53 | Stagnacija | 0 / 8  | Stagnacija | 14.   |
| 2024    | 14.988     | 2,22 | 1,69       | 0 / 9  | Stagnacija | 9.b   |

^b  Stranka se je na volitve podala na skupni listi s stranko DeSUS.

#### Volitve v Evropski parlament 2019
Stranka se je podala na volitve s svojo listo, nosilec je bil Peter Golob. Stranka je osvojila 0,53 % glasov, s čimer je zasedla zadnje mesto med sodelujočimi strankami.
1. Peter Golob
2. Natalija Tripković
3. Smiljan Mekicar
4. Mateja Čadež
5. Igor Gobec
6. Simona Leskovec
7. Tilen Majnardi
8. Urška Makovec.

#### Volitve v Evropski parlament 2024
Stranka se je na evropske volitve podala na skupni listi s stranko DeSUS, katere nosilec je bil dolgoletni novinar Uroš Lipušček. Partnersko listo so javnosti predstavili 18. aprila v Ljubljani, nanjo so uvrstili tudi ekonomista Bogomirja Kovača ter igralko Sašo Pavček.
Listo so na DVK vložili v četrtek, 9. maja 2024, s podpisi 2017 volivcev.
1. Uroš Lipušček
2. Doroteja Novak Gosarič
3. Anton Balažek
4. Darinka Mravljak
5. Drago Bulc
6. Saša Pavček
7. Stojan Lipolt
8. Natalija Tripković
9. Bogomir Kovač.

Skupna lista z 2,22 % glasov ni osvojila nobenega mandata v Evropskem parlamentu, med sodelujočimi pa je zasedla deveto mesto. Uroš Lipušček je dobil 10.533 preferenčnih glasov, kar je predstavljalo več kot 70 % glasov liste.